# 三門站 (日本)
三門站（日语：／ Mikado eki */?）是位於千葉縣夷隅市日在2425號，東日本旅客鐵道（JR東日本）的外房線車站。

## 歷史
- 1903年（明治36年）8月16日：房總鐵道貨運車站啟用[3]。
- 1905年（明治38年）1月14日：開始旅客業務[1]。
- 1907年（明治40年）9月1日：房總鐵道被國有化（日语：鉄道国有法），成為帝國鐵道廳車站[1]。
- 1962年（昭和37年）10月1日：結束貨物起卸業務。
- 1972年（昭和47年）7月1日：成為無人車站。
- 1987年（昭和62年）4月1日：伴隨國鐵分割民營化，車站由東日本旅客鐵道（JR東日本）營運[1]。
- 1985年（昭和60年）：使用貨櫃改造的車站大樓。
- 2004年（平成16年）10月16日：此站可以使用IC卡「Suica」[4]。成為東京近郊區間區域內[4]。
- 2005年（平成17年）11月30日：貨櫃改造的車站大樓被燒毀[5]。
- 2006年（平成18年）11月20日：新車站大樓開始建設。
- 2007年（平成19年）2月：新車站大樓建成。

## 車站構造
此站是地面車站，設有1面1線的單式月台。

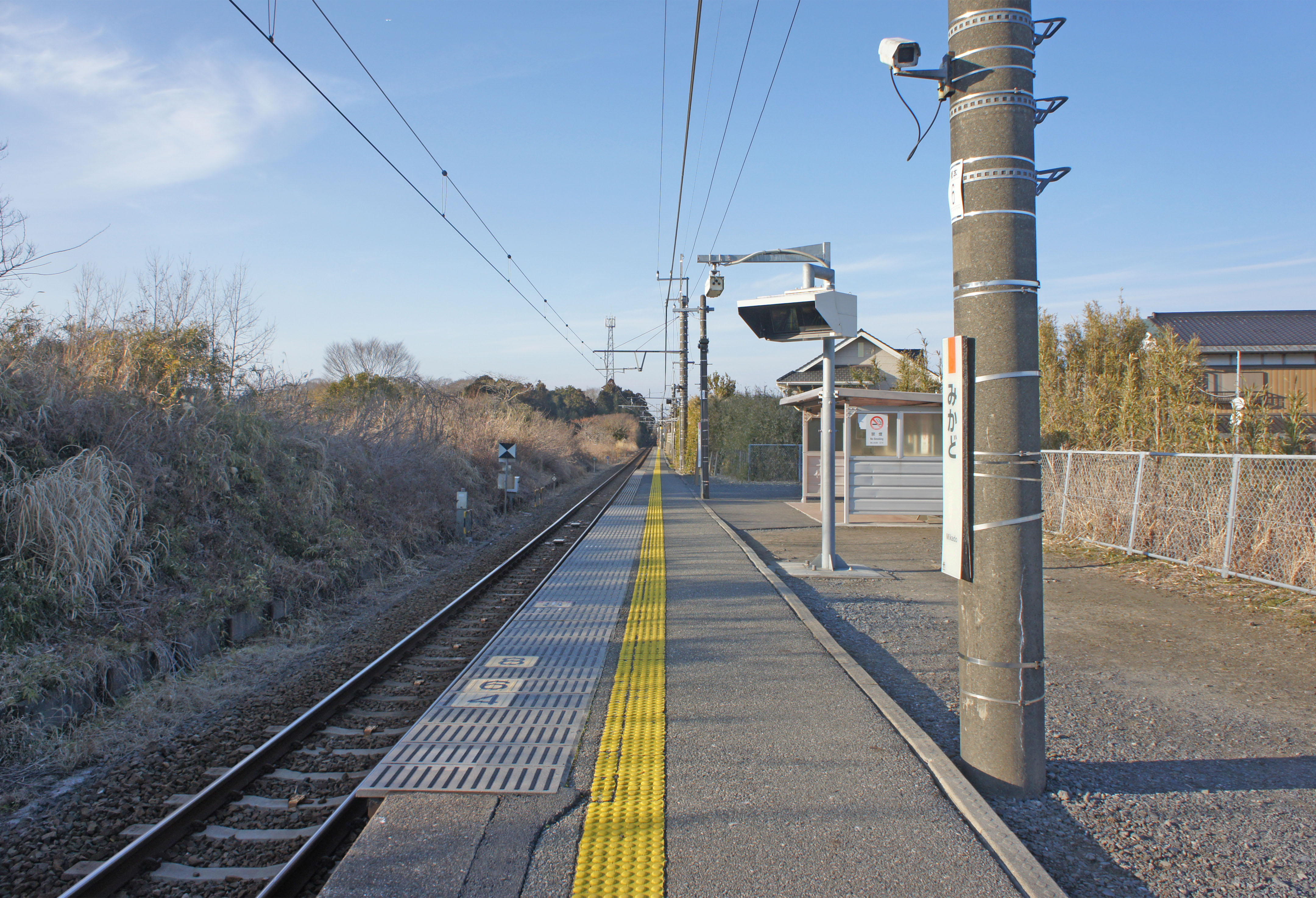
月台（2022年2月）

此站是由勝浦站管理的無人車站。此站設有簡易Suica閘機、乘車站證明票發行機和廁所（為男女分開的濕廁）。舊車站大樓內設有男女共用旱廁（臨時廁所）。
此站和浪花站的月台只可容納8卡車廂，原則上大原、御宿、勝浦、安房鴨川方向的列車中，沒有超過8卡車廂的班次（特急「若潮」最長10卡編成，但是此站不是特急停車站）。
此站和行川島站在外房線中是雖二不可列車交會的車站。

### 月台
| 月台 | 路線    | 上下行 | 方向               |
| ---- | ------- | ------ | ------------------ |
| 1    | ■外房線 | 上行   | 大網、千葉方向     |
| 1    | ■外房線 | 下行   | 勝浦、安房鴨川方向 |

參考

## 使用狀況
在2006年（平成18年）度1日平均乘車人次為123人，以下為乘車人次變化列表：
| 乘車人次變化       | 乘車人次變化     | 乘車人次變化 |
| 年度               | 1日平均 乘車人次 | 參考資料     |
| ------------------ | ---------------- | ------------ |
| 1990年（平成02年） | 156              | [ * 1 ]      |
| 1991年（平成03年） | 156              | [ * 2 ]      |
| 1992年（平成04年） | 158              | [ * 3 ]      |
| 1993年（平成05年） | 167              | [ * 4 ]      |
| 1994年（平成06年） | 168              | [ * 5 ]      |
| 1995年（平成07年） | 182              | [ * 6 ]      |
| 1996年（平成08年） | 187              | [ * 7 ]      |
| 1997年（平成09年） | 181              | [ * 8 ]      |
| 1998年（平成10年） | 172              | [ * 9 ]      |
| 1999年（平成11年） | 171              | [ * 10 ]     |
| 2000年（平成12年） | 175              | [ * 11 ]     |
| 2001年（平成13年） | 163              | [ * 12 ]     |
| 2002年（平成14年） | 163              | [ * 13 ]     |
| 2003年（平成15年） | 145              | [ * 14 ]     |
| 2004年（平成16年） | 128              | [ * 15 ]     |
| 2005年（平成17年） | 121              | [ * 16 ]     |
| 2006年（平成18年） | 123              | [ * 17 ]     |

## 車站周邊
- 國道128號（日语：国道128号）
- 日在海岸
- 美咲購物花園
  - 仙堂（日语：せんどう）大原岬店
  - 松本清
  - THE DAISO
- 湖中（日语：コナカ）大原店
- Beisia（日语：ベイシア）いすみ大原店
- Cainz（日语：カインズ）大原店

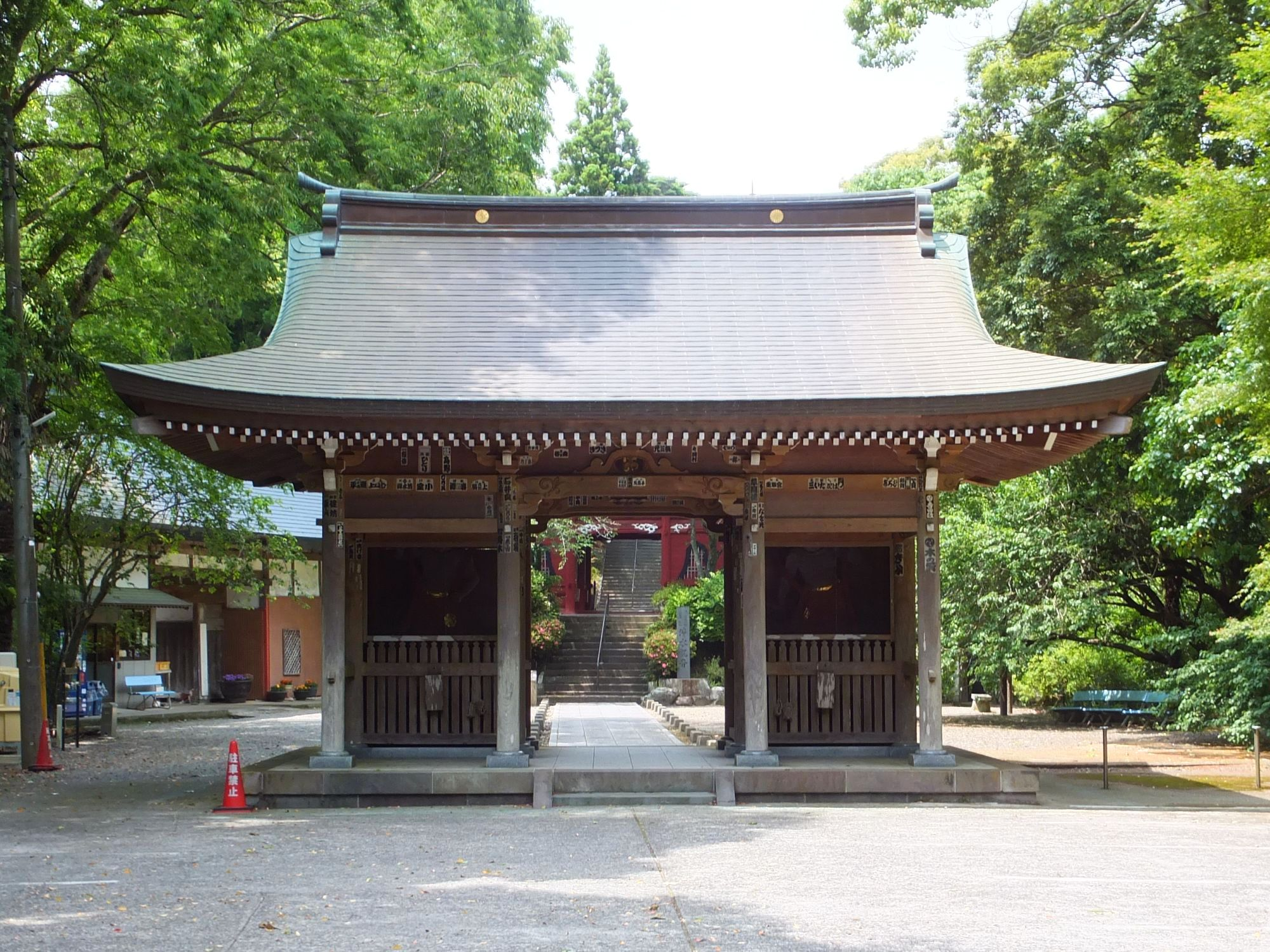
清水寺 (夷隅市)（仁王門）

- 山田電機Teccland夷隅店（以南步行約20分鐘）
- 清水寺（日语：清水寺 (いすみ市)）（清水觀音）
- 森鷗外、梅屋庄吉、賀古鶴所（日语：賀古鶴所）的別莊蹟
- 三門日活莊
- 日在潟 國定公園（鳥獸保護區）

## 巴士路線
| 乘車處     | 系統               | 主要途經                                   | 目的地         | 巴士公司     |
| ---------- | ------------------ | ------------------------------------------ | -------------- | ------------ |
| 三門站入口 | 市內循環線（內回） | 長者町站、太東站、市政廳夷隅分廳前、大原站 | 市政廳大原廳舍 | 夷隅市民巴士 |
| 三門站入口 | 市內循環線（外回） | 古日在、大站駅                             | 市政廳大原廳舍 | 夷隅市民巴士 |

- 三門站巴士站位於站前通。三門站入口巴士站位於國道128號上。

## 相鄰車站
東日本旅客鐵道（JR東日本）
■外房線
■通勤快速、■快速、■普通（各站停車）
長者町－三門－大原

## 注腳

### 使用狀況
1. ↑  千葉縣統計年鑑 （页面存档备份，存于）（日語） - 千葉縣

千葉縣統計年鑑
1. ↑  千葉縣統計年鑑（平成3年） （页面存档备份，存于）（日語）
2. ↑  千葉縣統計年鑑（平成4年） （页面存档备份，存于）（日語）
3. ↑  千葉縣統計年鑑（平成5年） （页面存档备份，存于）（日語）
4. ↑  千葉縣統計年鑑（平成6年） （页面存档备份，存于）（日語）
5. ↑  千葉縣統計年鑑（平成7年） （页面存档备份，存于）（日語）
6. ↑  千葉縣統計年鑑（平成8年） （页面存档备份，存于）（日語）
7. ↑  千葉縣統計年鑑（平成9年） （页面存档备份，存于）（日語）
8. ↑  千葉縣統計年鑑（平成10年） （页面存档备份，存于）（日語）
9. ↑  千葉縣統計年鑑（平成11年） （页面存档备份，存于）（日語）
10. ↑  千葉縣統計年鑑（平成12年） （页面存档备份，存于）（日語）
11. ↑  千葉縣統計年鑑（平成13年） （页面存档备份，存于）（日語）
12. ↑  千葉縣統計年鑑（平成14年） （页面存档备份，存于）（日語）
13. ↑  千葉縣統計年鑑（平成15年） （页面存档备份，存于）（日語）
14. ↑  千葉縣統計年鑑（平成16年） （页面存档备份，存于）（日語）
15. ↑  千葉縣統計年鑑（平成17年） （页面存档备份，存于）（日語）
16. ↑  千葉縣統計年鑑（平成18年） （页面存档备份，存于）（日語）
17. ↑  千葉縣統計年鑑（平成19年） （页面存档备份，存于）（日語）

## 外部連結
- 車站資訊（三門）：東日本旅客鐵道（日語）